# ذي ستوكليس (كامبريدجشير)
ذی ستوكليس (كامبريدجشير) (بالإنجليزية: The Stukeleys)‏ هي قرية و أبرشية مدنية تقع في المملكة المتحدة في إنجلترا.